# Franco Del Campo
Franco Del Campo (Trieste, 18 marzo 1949) è un ex nuotatore e giornalista italiano.
Ha partecipato nel 1968 all'Olimpiade di Città del Messico ed è stato il primo italiano a disputare due finali olimpiche nel nuoto. Negli anni settanta ha fatto parte dello staff tecnico della nazionale italiana di nuoto. Successivamente ha insegnato teoria e tecniche della comunicazione politica alla Facoltà di Scienze della Comunicazione dell'Università di Trieste. È stato presidente del Comitato regionale per le comunicazioni del Friuli-Venezia Giulia dal novembre 2003 al 2008. Giornalista pubblicista, iscritto all’'Ordine dal 1978, è stato direttore della rivista Impresa & Economia, ha collaborato con il Corriere della Sera, La Repubblica ed Il Sole 24 Ore, attualmente scrive per Il Piccolo. È autore o coautore di pubblicazioni su vari argomenti ed è direttore del "Centro Federale" della F.I.N. a Trieste.
Del Campo è stato ordinario di storia e filosofia al Liceo "F. Petrarca", pubblicando saltuariamente libri di vario carattere.

## Nei media
Del Campo compare a pag. 87 dell'albo n° 611 di Topolino del 13 agosto 1967.

## Opere
- Cento anni di gesti bianchi a Trieste - 1898-1998 - Storia del Tennis Club Triestino, 1998
- La città di Anchise – Anziani, sport e società a Trieste, 2004
- Comunicare le istituzioni - Regole e media nella comunicazione politica ed istituzionale, 2008
- Le barriere digitali - Cittadinanza e diritto di accesso ai siti di politica, 2008
- Bambini vs Televisione - Regole, fascino e potere della pubblicità televisiva, 2008
- Disciplinaliquida - Crescere tra ordine ed eresia a scuola e nello sport, 2009
- Elementi di storia e regole della comunicazione pubblica ed istituzionale tra media e nuovi media, in "Manuale di comunicazione istituzionale e internazionale", a cura di Raffaella Bombi, Il Calamo, 2014